# Mahmud Kâmil Pascha
Mahmut Kâmil Pascha (* 1880 in Aleppo; † 1922 in Istanbul) war ein osmanischer General und Befehlshaber in den Balkankriegen und an der Kaukasusfront.

## Leben
Er absolvierte 1902 die Militärakademie und wurde anschließend in die 5. Armee beordert. Während der Balkankriege war er Befestigungskommandant in Shkodra. Nachdem seine Stellung gefallen war, wurde er Kommandeur des I., des V. und des IV. Korps.
Als der Erste Weltkrieg ausbrach war Mahmut Kâmil Pascha im Kriegsministerium angestellt. Am 22. Dezember 1914 wurde er zum General befördert und zum Kommandeur der 2. Armee ernannt. Am 17. Februar 1915 wurde er zum Kommandeur der 3. Armee beordert. Er blieb ein Jahr in dieser Position. Im Juni 1916 wurde er ins Kriegsministerium zurück bestellt. Gegen Ende des Krieges war er Kommandeur der 5. Armee für fünf Monate. Er trat im Juni 1922 aufgrund von gesundheitlichen Problemen aus der Armee aus. Einige Monate später starb er in İstanbul.
| Personendaten    | Personendaten                  |
| ---------------- | ------------------------------ |
| NAME             | Mahmud Kâmil Pascha            |
| ALTERNATIVNAMEN  | Mahmut Kamil Pascha            |
| KURZBESCHREIBUNG | osmanischer General und Pascha |
| GEBURTSDATUM     | 1880                           |
| GEBURTSORT       | Aleppo                         |
| STERBEDATUM      | 1922                           |
| STERBEORT        | Istanbul                       |